# Villamuelas
Villamuelas è un comune spagnolo di 671 abitanti situato nella comunità autonoma di Castiglia-La Mancia.